# Église Saint-Bernard de Montcony
L'église Saint-Bernard de Montcony est une église située sur le territoire de la commune de Montcony, dans le département français de Saône-et-Loire et la région Bourgogne-Franche-Comté.

## Historique
L'église a été construite en 1711, à proximité du château de Montcony.
Elle fera l’objet d’une importante campagne de travaux en 1827-1828 : la nef sera agrandie, le plafond (en bois pourri) sera remplacé par un plafond plat, le pavage sera refait et les vitraux restaurés. 
Quant au clocher (qui abrite deux cloches), il bénéficiera d'une réfection en 1910.

## Architecture
L’église se compose d’une longue nef plafonnée, précédée d’un clocher-porche, surmonté d’une tribune dominée par le clocher.
La nef se termine par une abside en cul-de-four sur laquelle s’ouvre la sacristie.
De part et d’autre de la nef se trouve une chapelle latérale.

## Culte
L'église de Montcony, dédiée à saint Bernard, est un lieu de culte catholique.
Édifice consacré du diocèse d'Autun, elle relève de la paroisse Saint-Pierre en Louhannais (siège à Louhans), qui en est affectataire au titre de la loi de 1905.